# Flonheim
Flonheim ist eine Ortsgemeinde im Landkreis Alzey-Worms in Rheinland-Pfalz. Sie gehört der Verbandsgemeinde Alzey-Land an.

## Geographie

### Geographische Lage
Flonheim liegt im westlichen Rheinhessen, ca. 5 Kilometer nordwestlich von Alzey. Die nächste größere Stadt in der Nähe der Gemeinde ist Bad Kreuznach (ca. 15 Kilometer nordwestlich). Das Naturschutzgebiet Aulheimer Tälchen befindet sich 2 Kilometer südwestlich des Ortszentrums. Der 13 Kilometer lange Rundwanderweg Hiwweltour Aulheimer Tal verläuft südlich von Flonheim und durchquert das Naturschutzgebiet.

### Geologie
Auf der Gemarkung von Flonheim befindet sich ein Sandsteinbruch, in dem bis in die 1960er Jahre der Flonheimer Sandstein abgebaut wurde. Durch Flonheim fließt der Wiesbach.

### Klima
Der Jahresniederschlag beträgt 532 Millimeter.

### Nachbargemeinden
- Armsheim
- Bornheim
- Uffhofen (bis 1969, jetzt Ortsteil von Flonheim)
- Wendelsheim

## Geschichte

### Urgeschichte und Mittelalter
Bei Bauarbeiten wurde eine versteinerte Seekuh gefunden, die im Senckenberg-Museum in Frankfurt am Main ausgestellt wird.
In römischer Zeit wurde auf der Flonheimer Gemarkung ein Steinbruch betrieben. Skulpturenfunde (u. a. ein Viergötterstein) befinden sich im Museum Alzey.
Weitere archäologische Funde aus Gräbern fränkischer Zeit, insbesondere ein Fürstengrab aus dem 7. Jahrhundert mit Waffengarnitur, belegen, dass der Ort auch in dieser Zeit besiedelt war. Die älteste erhaltene schriftliche Erwähnung stammt aus dem Güterverzeichnis des Klosters Lorsch, dem „Lorscher Codex“ und wird auf 765–767 datiert (Quelle: CL II 940); damals hieß es Flannenheim, später auch Flonenheim. Hier müssen besonders viele fromme Leute gelebt haben, denn der ersten Güterschenkung folgten bis ins Jahr 793 noch acht weitere (CL II 933ff.). 960 wird der Ort als Sitz der Emichonen (später „Grafen von Flonheim“) erwähnt. Um 1133 stiftete Wildgraf Emich II. ein Augustiner-Chorherrenstift, das 1554 aufgehoben wurde. Auch das Kloster Otterberg war im Ort begütert. Um 1300 wurde der Ort befestigt.

### Frühe Neuzeit
Im Haus Hinkel in Flonheim bestand eine Poststation des rund 920 Kilometer langen Habsburgischen Niederländischen Postkurses von Innsbruck nach Mechelen (nördlich von Brüssel), der von der Familie der Taxis betrieben wurde. Nachgewiesen ist diese Poststation in der Zeit von 1506 bis etwa 1558. Spätestens 1563 wurde die Poststation aufgegeben und nach Wöllstein verlegt.
Bis zum Ende des Alten Reichs gehörte Flonheim zum Besitz der Wild- und Rheingrafen und war Sitz eines Amtes.

### Neuzeit
Nach der Einnahme des linken Rheinufers durch französische Revolutionstruppen wurde die Region 1793 von Frankreich annektiert. Verzögert durch die Koalitionskriege wurde die Annexion erst nach 1797 konsolidiert und Flonheim gehörte von 1798 bis 1814 zum Kanton Alzey im Departement Donnersberg. Gerichtlich war im Bereich des Kantons für die Zivilgerichtsbarkeit das Friedensgericht Alzey zuständig, für die Angelegenheiten der freiwilligen Gerichtsbarkeit im übrigen Notariate.
Aufgrund von 1815 auf dem Wiener Kongress getroffenen Vereinbarungen und eines 1816 zwischen dem Großherzogtum Hessen (Hessen-Darmstadt), Österreich und Preußen geschlossenen Staatsvertrags kam Rheinhessen, und damit auch die Gemeinde Flonheim, zum Großherzogtum Hessen, das das neu erworbene Gebiet als Provinz Rheinhessen organisierte. Nach der Auflösung der Kantone in der Provinz kam der Ort 1835 zum neu errichteten Kreis Alzey, zu dem er bis 1969 gehörte.
Das Friedensgericht Alzey wurde 1879 aufgelöst und durch das Amtsgericht Alzey ersetzt.
Nach dem Zweiten Weltkrieg gehörte die Gemeinde zur französischen Besatzungszone und wurde 1946 Teil des neu gebildeten Landes Rheinland-Pfalz.
Im Zuge der Gebietsreform in Rheinland-Pfalz wurden die beiden Gemeinden Uffhofen und Flonheim am 7. Juni 1969 zur heutigen Gemeinde Flonheim zusammengeschlossen.

## Politik

### Gemeinderat
Der Gemeinderat in Flonheim besteht aus 20 Ratsmitgliedern, die bei der Kommunalwahl am 9. Juni 2024 in einer personalisierten Verhältniswahl gewählt wurden, und dem ehrenamtlichen Ortsbürgermeister als Vorsitzendem.
Die Sitzverteilung im Gemeinderat:
| Wahl | SPD | CDU | FWG | Gesamt   |
| ---- | --- | --- | --- | -------- |
| 2024 | 8   | 7   | 5   | 20 Sitze |
| 2019 | 9   | 5   | 6   | 20 Sitze |
| 2014 | 11  | 4   | 5   | 20 Sitze |
| 2009 | 11  | 4   | 5   | 20 Sitze |
| 2004 | 11  | 4   | 5   | 20 Sitze |

### Bürgermeister
Jörg Thumann (SPD) wurde am 11. September 2024 Ortsbürgermeister von Flonheim. Bei der Direktwahl am 9. Juni 2024 hatte er sich mit einem Stimmenanteil von 55,9 % gegen einen Mitbewerber durchgesetzt.
Thumanns Vorgängerin Ute Beiser-Hübner (SPD) war zuletzt bei der Direktwahl am 26. Mai 2019 mit einem Stimmenanteil von 69,81 % in ihrem Amt bestätigt worden. Bei der Direktwahl 2024 trat sie nicht erneut an.

### Wappen

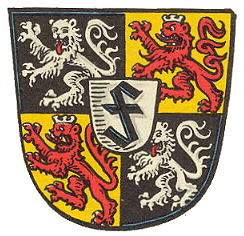
Altes Wappen von Flonheim
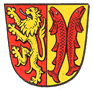
Altes Wappen von Uffhofen

|                     | Gemeinsames Wappen |
| Wappen von Flonheim | Blasonierung: „Geviert von Schwarz und Gold; Feld 1 und 4 ein rotgezungter silberner Löwe, Feld 2 ein silberbewehrter und -gekrönter roter Löwe, Feld 3 zwei rote Fische, rechts- und linkshin gewendet.“ |
| Wappen von Flonheim | |

### Gemeindepartnerschaften
- Schwepnitz, Deutschland
- Villenauxe-la-Grande, Frankreich

## Kultur und Sehenswürdigkeiten

### Theater
In Flonheim befindet sich das viertälteste Kino Deutschlands (1923). Bis zu seinem Tod war Hans Frank (1915–2008) der älteste Filmvorführer Deutschlands.

### Bauwerke

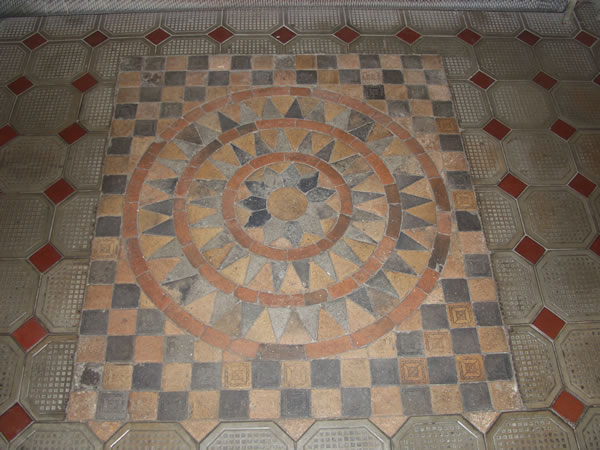
Bodenbelag (13. Jahrhundert) aus der ehemaligen Stiftskirche

- Evangelische Pfarrkirche, 1882–85 anstelle der Stiftskirche der Augustiner-Chorherren erbaut, bewahrt im Innern einen Bodenbelag aus Tonplättchen der alten Klosterkirche.
- Romanische Reliefs (um 1120) von der Klosterkirche finden sich an einem Haus in der Langgasse und im Garten des Pfarrhauses. Sie sind stilistisch verwandt mit Reliefs in der südöstlichen Vorhalle des Mainzer Doms.[19]
- Katholische Pfarrkirche, neugotischer Bruchsteinbau von 1883–85.
- Rathaus, 1733 mit Treppenturm von 1587 (nicht abgebildet).
- ehemaliges wildgräfliches Amtshaus von 1750.
- Mennonitenkirche im Ortsteil Uffhofen, im 19. Jahrhundert veränderter schlichter Saalbau von 1756.

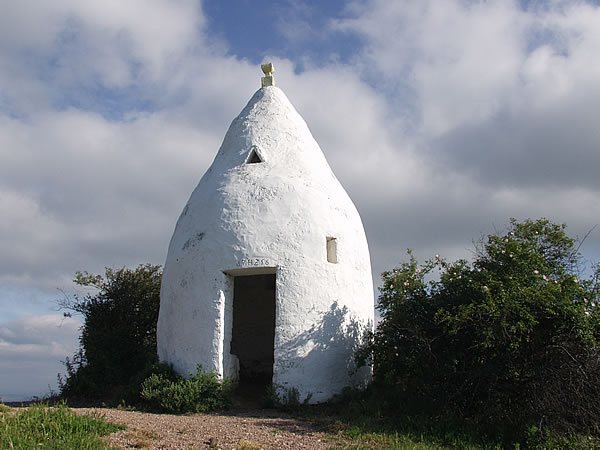
Trullo Flonheim
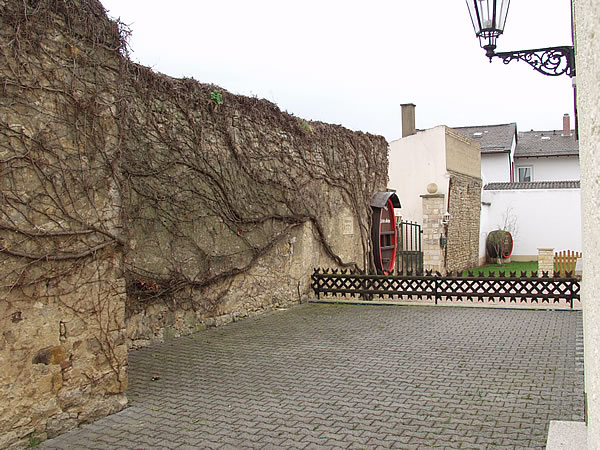
Reste der um 1300 angelegten Wehrmauer
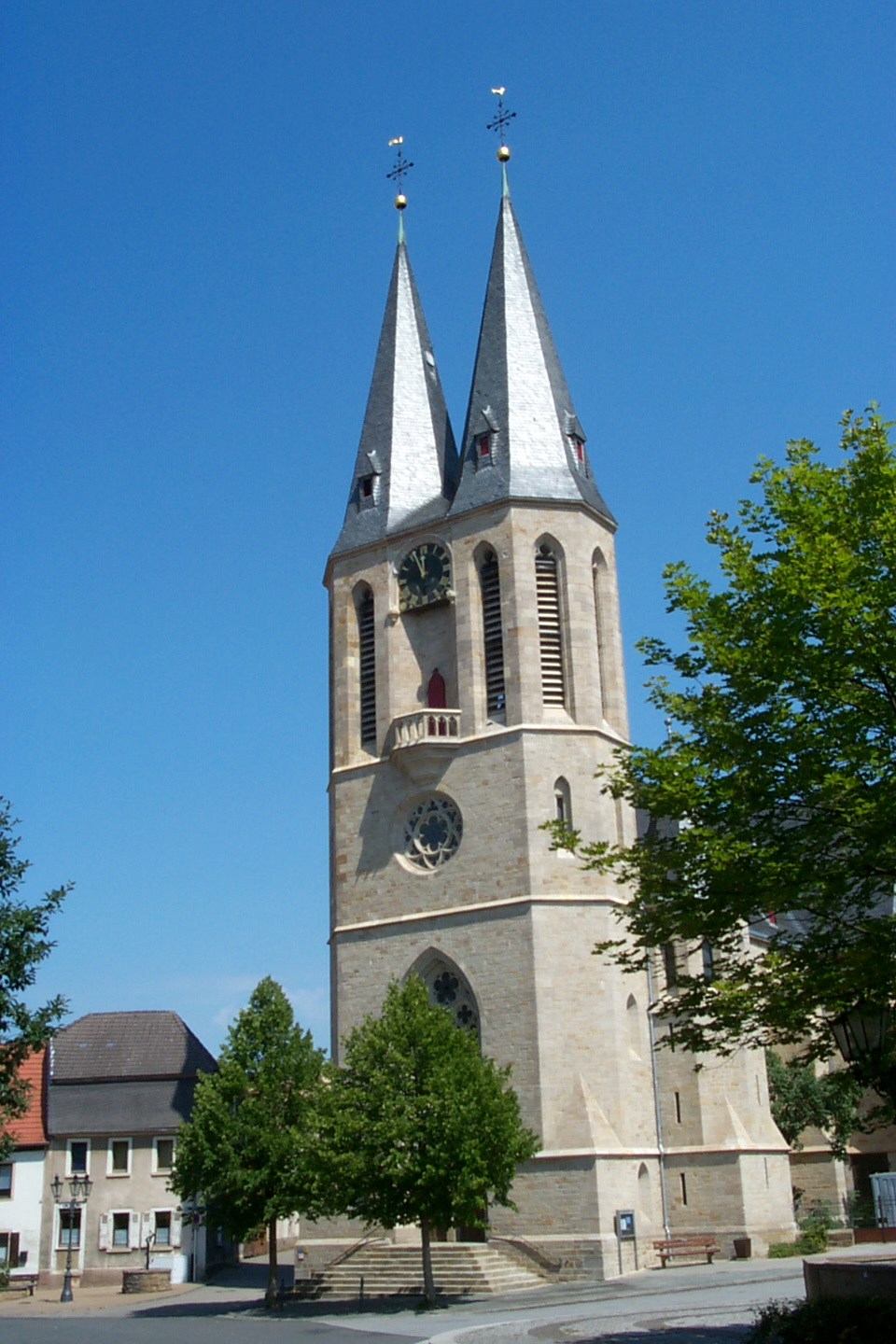
Evangelische Kirche, erbaut anstelle der ehemaligen Augustiner-Stiftskirche.
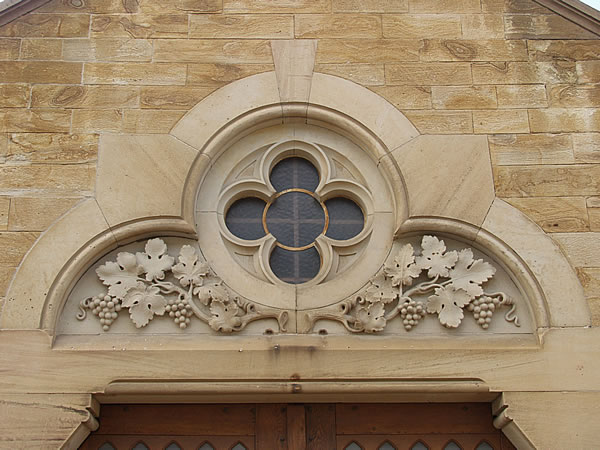
Steinmetzkunst „Essigfabrik Flonheim“
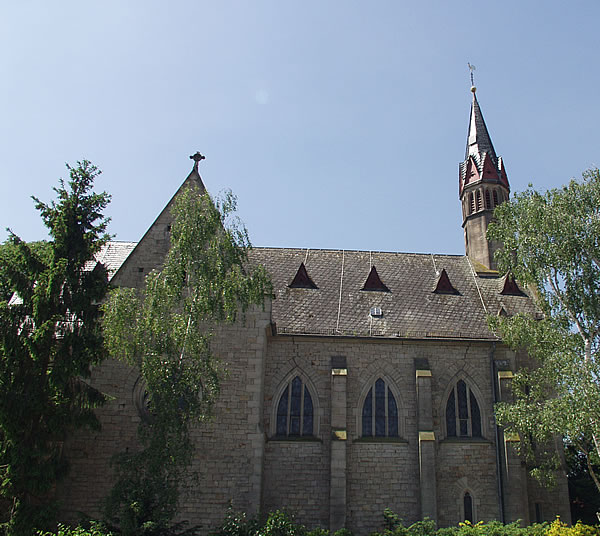
Katholische Kirche
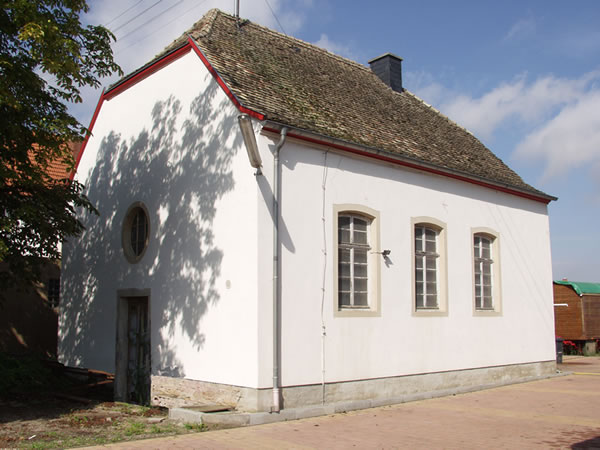
Mennoniten-Kirche im Ortsteil Uffhofen
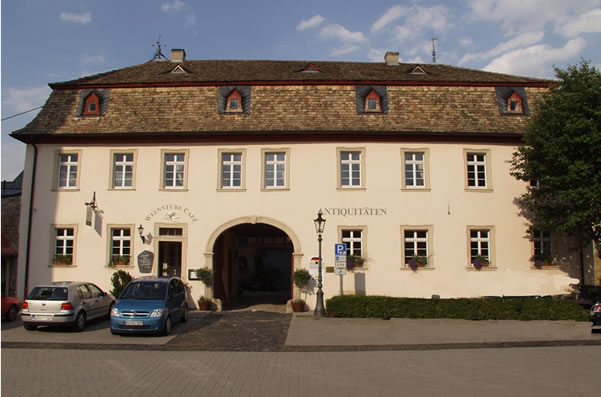
Haus Hinkel, ehemalige Poststation
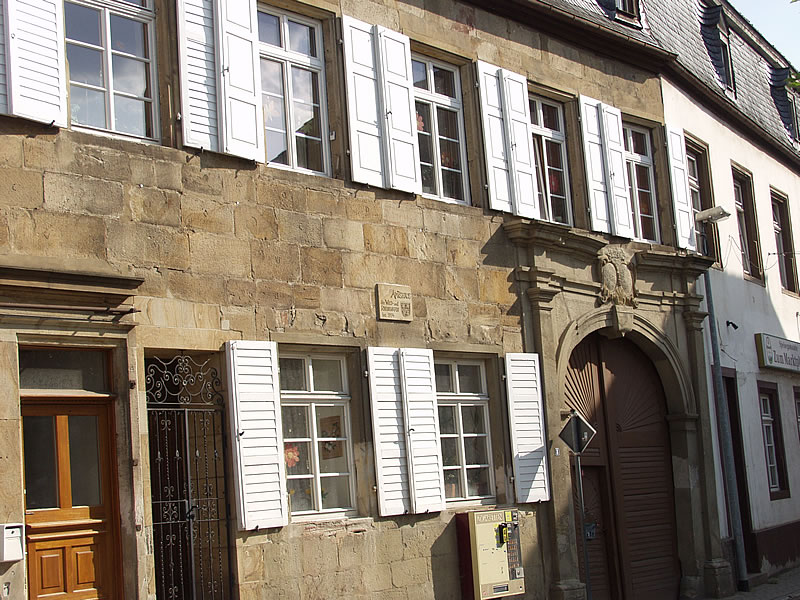
Amtshaus der Wild- und Rheingrafen
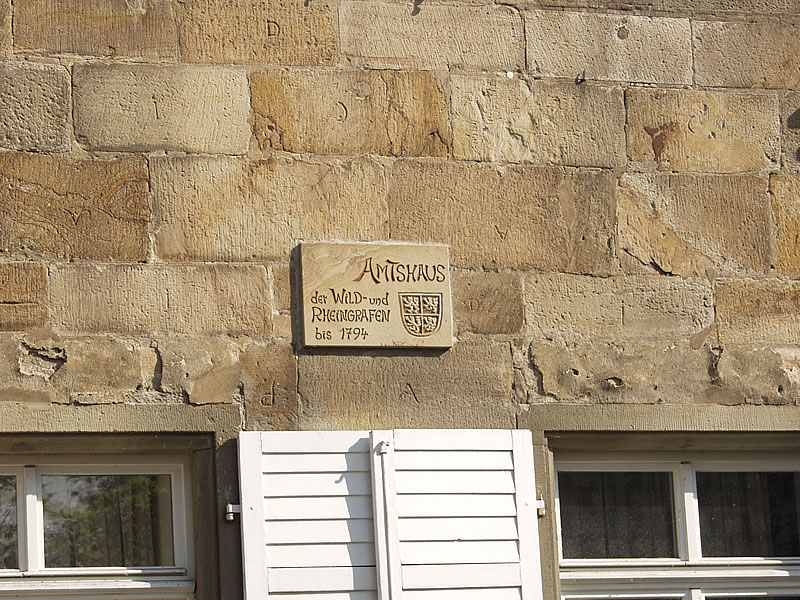
Amtshaus der Wild- und Rheingrafen (Detail)
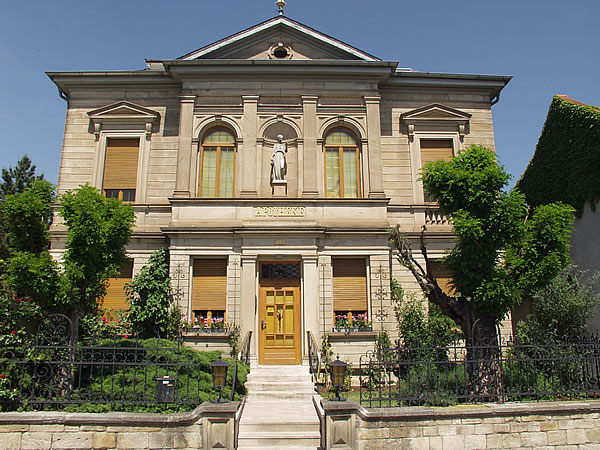
Apotheke, erbaut 1892 im italienischen Villentyp
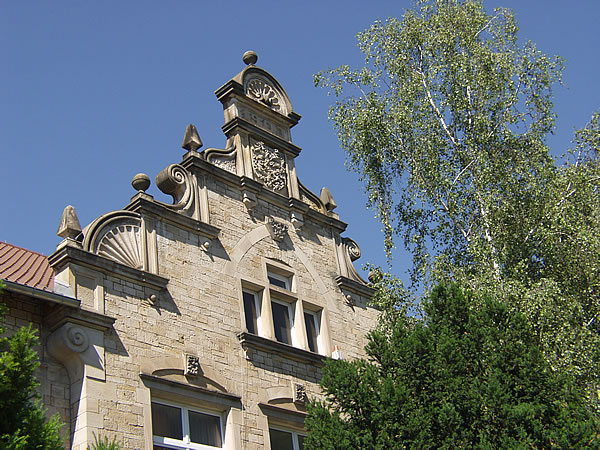
Neorenaissancegiebel der GHS Flonheim
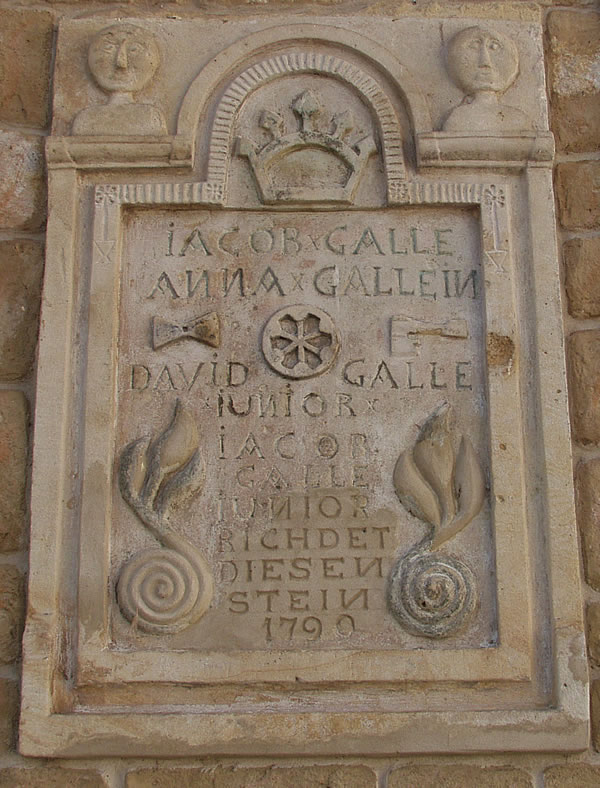
Erinnerungstafel am Wohnhaus Geistermühle

### Regelmäßige Veranstaltungen
- Weinmarkt auf dem historischen Marktplatz am letzten Wochenende im Mai
- Weinfest: Im September Weinprobe an den Erzeugerweinbergen während Rundwanderung mit abschließendem Schwenkbratenessen zum Wein
- Flonheimer Jahrmarkt am ersten Sonntag im Juli
- Mühlentag auf der Geistermühle an Pfingstsonntag und -montag
- Weinwanderung „Trullo in Flammen“ am Samstag des letzten April-Wochenendes[20]
- Wein und Kunst im Atelier und Skulpturenpark von Eberhard Linke
- Weihnachtsmarkt am ersten Advent
- Von Mai bis Oktober jeden Samstag Fremdenführung durch den historischen Ortskern und Weinausschank unter den Rathausarkaden

## Wirtschaft und Infrastruktur

### Verkehr
Die Bundesautobahn 61 befindet sich mit der Autobahnanschlussstelle Bornheim in rund fünf Kilometer Entfernung. Über das Autobahnkreuz Alzey ist die Bundesautobahn 63 erreichbar. Der öffentliche Personennahverkehr beschränkt sich auf die Omnibuslinien der ORN.
Früher befand sich ein Bahnhof der Wiesbachtalbahn in Flonheim.

### Bildung
Bis zum Schuljahr 2009/2010 gab es eine Grund- und Hauptschule. Mit Beginn des Schuljahres 2010/2011 wurde die Hauptschule in eine Realschule plus umgewandelt.

## Persönlichkeiten

### Ehrenbürger
- 3. Juli 2022: Elfi Reitz (1933–2024), Winzerin, verliehen für ihre herausragenden Verdienste um das Wohl der Bürger und das Ansehen des Ortes[21][22]

### Söhne und Töchter der Gemeinde
- Emicho (Kreuzfahrer) (* vermutlich nach 1050)

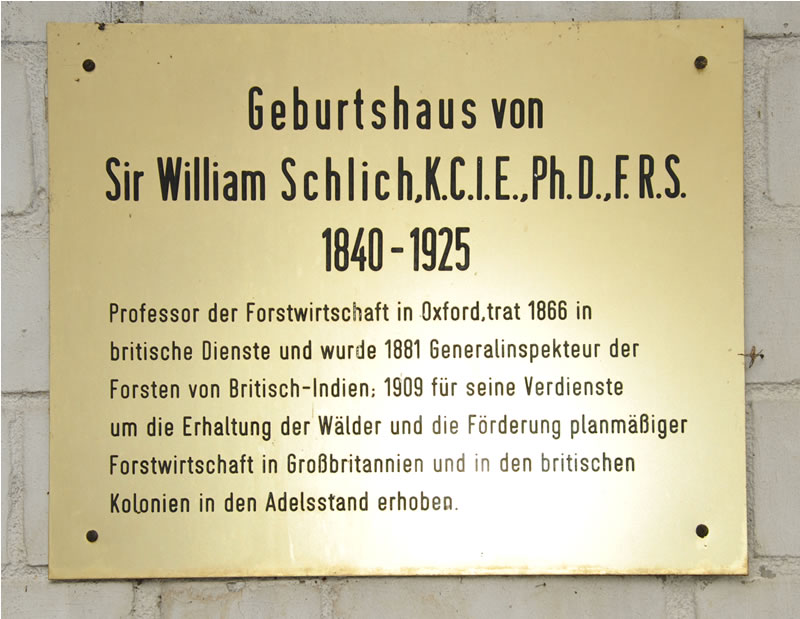
Geburtshaus von Sir William Schlich, heute das ev. Pfarrhaus

- Johann Wilhelm Baum (1809–1878), protestantischer Theologe und Hochschullehrer an der Universität Straßburg
- Sir William Schlich (1840–1925) wurde am 28. Februar 1840 in Flonheim geboren, Professor in Oxford, Generalinspekteur der Forste in Indien und Burma
- Jakob Roos (1868–1942), liberaler hessischer Landtagsabgeordneter.
- Eva Pauser, Rheinhessische Weinkönigin 2005/2006
- Juliane Schäfer, Rheinhessische Weinkönigin 2021/22 und Deutsche Weinprinzessin 2022/23

### Persönlichkeiten, die vor Ort gewirkt haben
- Verena Bechtluft (* 1986), Kegelweltmeisterin 2004 und mehrfache Deutsche Meisterin